# Antic Banc d'Espanya de Tortosa
L'Antic Banc d'Espanya de Tortosa és una obra del municipi de Tortosa (Baix Ebre) protegida com a bé cultural d'interès local.

## Descripció
Es tracta d'un edifici de planta rectangular, amb soterrani, planta baixa i dos pisos (destinats a habitatge de funcionaris), que ocupa mitja illa de cases de l'eixample de la ciutat. Les dues plantes baixes consten de caixes fortes i despatxos bancaris. Presenta tres essent la central la principal. L'obra és de fàbrica de rajola roja vista, amb molts elements formals en pedra (sobretot els paraments de planta baixa, excepte xamfrans, els encoixinats i semicolumnes de dos pisos d'alçada, motllures, cornises, medallons, etc. Restant sòcol i brancal del portal en granet i la resta en pedra blanca. Reixes i baranes metàl·liques. Sobre el parament, arcedes cegues corregudes que, de en la rajola de gairell, emmarquen els buits dels dos pisos superiors.

## Història
És un estil classicista molt sobri i de concepció marcadament monumental, que configura un volum molt massís i rotund amb predomini del parament sobre els buits. S'insereix en l'estil d'arquitectura classicista monumental de tipus bancari dels anys 30 del s. XX. L'edifici passà, anys enrere, a ser propietat del municipi i, per tant, fou seu de diferents esdeveniments culturals. El projecte data del 1934.